# チエリー・ビン
チエリー・チャンタ・ビン（フランス語: Thierry Chantha Bin、1991年6月1日 - ）は、フランス・ヴィルパント出身のカンボジア代表サッカー選手。ポジションは主にDFであるが、ユーティリティープレーヤーである。

## クラブ歴
フランス・ヴィルパントでカンボジア人の両親の下に生まれた。幼少の頃からコク・ボリスやダニ・クチと仲が良かった。
RCストラスブールの下部組織からCSブレティニーに行き選手となった。フランスではアマチュア選手権2部のチームを中心に活動していた。
その後プノンペン・クラウンFCに移籍。カンボジアに渡ると報道陣が詰めかけ彼を歓迎した。彼はプノンペン・クラウンFCについて、「このクラブでは出来る限り勝つために得点を入れている、そしてこのクラブをカンボジアで揺るがぬ最高のクラブにするんだ。」と述べた。
2017年、タイ2部のクラビーFCに移籍した。
2018年から2シーズン、マレーシア・スーパーリーグのトレンガヌFAでプレーする。2019年12月3日、タイ・リーグ1のスコータイFCに移籍。

## 代表歴
フランスU-17代表としての出場経験がある。
そのため、カンボジア代表としての出場を早くから希望していた彼であったが、国際サッカー連盟のガイドラインを満たすのに時間がかかり、公式戦初出場は遅くなった。そのため当初は非公式試合での出場を重ねていた。
その後U-23代表として2013年東南アジア競技大会に出場した。
A代表としては2015年3月17日に行われた2018 FIFAワールドカップ・アジア1次予選の澳門代表戦で初出場。28分に初得点も決めた。

## 個人
カンボジアに渡って以降、コク・ボリスと共にフランス-カンボジアのサッカー大使を務めている。また、アンバヤSCと云うアマチュアサッカークラブを通じて、カンボジア系フランス人にカンボジアに戻る選択肢を与える活動に従事している。

## 個人成績
代表での得点一覧
| #  | 日附          | 場所                                           | 対戦相手   | 得点 | 結果 | 大会                                   |
| -- | ------------- | ---------------------------------------------- | ---------- | ---- | ---- | -------------------------------------- |
| 1. | 2015年3月17日 | 氹仔島澳門運動場                               | マカオ     | 1–0  | 1–1  | 2018 FIFAワールドカップ・アジア1次予選 |
| 2. | 2015年8月29日 | バンコク・ラジャマンガラ・スタジアム           | ラオス     | 1–1  | 1–2  | 親善試合                               |
| 3. | 2016年10月9日 | プノンペン・プノンペン・オリンピックスタジアム | スリランカ | 2–0  | 4–0  | 親善試合                               |

## タイトル

### クラブ
プノンペン・クラウンFC
- カンボジアリーグ: 2014, 2015